# Dombeya seyrigiana
Dombeya seyrigiana là một loài thực vật có hoa trong họ Cẩm quỳ. Loài này được Arènes mô tả khoa học đầu tiên năm 1958.